# Andronicos d'Olynthe
Pour les articles homonymes, voir Andronic.
Andronicos (en grec ancien Ἀνδρόνικος / Andronikos) est un général macédonien du temps d'Alexandre le Grand et des guerres des Diadoques. Il s'illustre notamment durant la bataille de Gaza  en 312 av. J.-C. du côté de Démétrios, fils d'Antigone le Borgne.

## Biographie

### Sous le règne d'Alexandre
Une confusion est possible entre Andronicos d'Olynthe et un homonyme. Dans l'hypothèse où les sources évoqueraient le même personnage, Andronicos est le fils d'Agerrhos, originaire de la cité d'Olynthe en Chalcidique. Il a accompagné l'expédition d'Alexandre le Grand en Asie. Il est le père de Protéas et l'époux de Lanicé, la sœur de Cleitos le Noir. Il a eu deux autres fils tués lors du siège de Milet en 334 av. J.-C.
En 330, Andronicos est chargé par Alexandre, en compagnie d'Artabaze, de prendre le commandement de 1 500 mercenaires grecs ayant servi sous Darius III avant la mort de ce dernier. Il est ensuite envoyé combattre contre Satibarzanès, le satrape rebelle d'Arie, avec notamment Érigyios et Caranos.

### Durant les guerres des Diadoques
En 314 av. J.-C., Andronicos, alors avancé en âge, est l'un des quatre généraux désignés par Antigone le Borgne pour former le conseil militaire de son fils Démétrios. Il commande l'aile droite lors de la bataille de Gaza en 312. Après cette défaite, il se voit confier le commandement de Tyr au titre de phrourarque. Il refuse de livrer la cité à Ptolémée malgré la promesse d'une importante rémunération, tout en lui répondant par des messages d'insultes. Andronicos perd néanmoins la cité après une insurrection de ses habitants alors que les provisions ont été usées par le siège et que ses officiers l'ont lâché après qu'il a refusé l'argent de Ptolémée. Ptolémée s'empare de lui, mais l'épargne. Le général termine sa carrière à la cour du lagide en tant qu'Ami du roi.

## Sources antiques
- Arrien, Anabase [lire en ligne].
- Diodore de Sicile, Bibliothèque historique [détail des éditions] [lire en ligne], XIX.